# (6264) 1980 SQ
(6264) 1980 SQ (1980 SQ, 1990 SJ1) — астероїд головного поясу.
Тіссеранів параметр щодо Юпітера — 3.630.